# Gleneagles-Vereinbarung
Die Gleneagles-Vereinbarung (englisch Gleneagles Agreement) war eine Vereinbarung, die am 15. Juni 1977 an der Konferenz der Commonwealth-Staaten in Gleneagles in Schottland unterzeichnet wurde. Die Präsidenten und Premierminister der Commonwealth-Staaten einigten sich darauf, die internationale Kampagne gegen die Apartheid zu unterstützen und jegliche sportliche Kontakte mit Südafrika zu ächten. Davon betroffen waren sowohl Einzelsportler als auch Verbände und Mannschaften.
Die Vereinbarung war eine Reaktion auf den Boykott der Olympischen Sommerspiele 1976 durch 28 afrikanische Staaten. Diese hatten das IOC ultimativ aufgefordert, Neuseeland von den Spielen auszuschließen, da deren Rugby-Union-Nationalmannschaft eine Tour durch Südafrika unternommen hatte. Mit der Gleneagles-Vereinbarung bekräftigten die Unterzeichnenden ihre Entschlossenheit, Rassismus zu bekämpfen. Dies hatten sie bereits 1971 mit der Singapur-Deklaration der Commonwealth-Prinzipien beschlossen.
Schon 1981 wurde die Vereinbarung unterlaufen, als der neuseeländische Rugby-Verband, die New Zealand Rugby Football Union, die südafrikanische Rugby-Union-Nationalmannschaft zu Spielen nach Neuseeland einlud. Premierminister Robert Muldoon, der die Vereinbarung selbst unterschrieben hatte, ließ den Verband gewähren, da seiner Meinung nach die Politik sich nicht in den Sport einmischen dürfe. Dieser Beschluss führte in Neuseeland zu heftigen Protesten.